# Metrolinie 12 (Barcelona)
| Streckenlänge:                                | 1 km                 |                |                |
| Spurweite:                                    | 1435 mm (Normalspur) |                |                |
|                                               |                      |                |                |
| \| \| \| Sarrià \| \| \| \| Reina Elisenda \| |                      |                |                |
| U-Bahn-Kopfbahnhof Streckenanfang (im Tunnel) |                      | Sarrià         | Sarrià         |
| U-Bahn-Kopfbahnhof Streckenende (im Tunnel)   |                      | Reina Elisenda | Reina Elisenda |

Die L12 ist eine U-Bahn-Linie der Metro Barcelona. 

## Geschichte
Aufgrund von Umbauarbeiten am Bahnhof Sarrià wurde die kurze Linie im Jahr 2016 eingerichtet. Die L12 ersetzt im Nordabschnitt die 1976 eröffnete Metrolinie L6 zwischen Sarrià und Reina Elisenda. 
Sie wird wie die Linien 6, 7 und 8 von der Bahngesellschaft Ferrocarrils de la Generalitat de Catalunya betrieben. 